# Mycalesis vercella
Mycalesis vercella är en fjärilsart som beskrevs av Hans Fruhstorfer 1911. Mycalesis vercella ingår i släktet Mycalesis och familjen praktfjärilar. Inga underarter finns listade i Catalogue of Life.